# Paul Schottländer

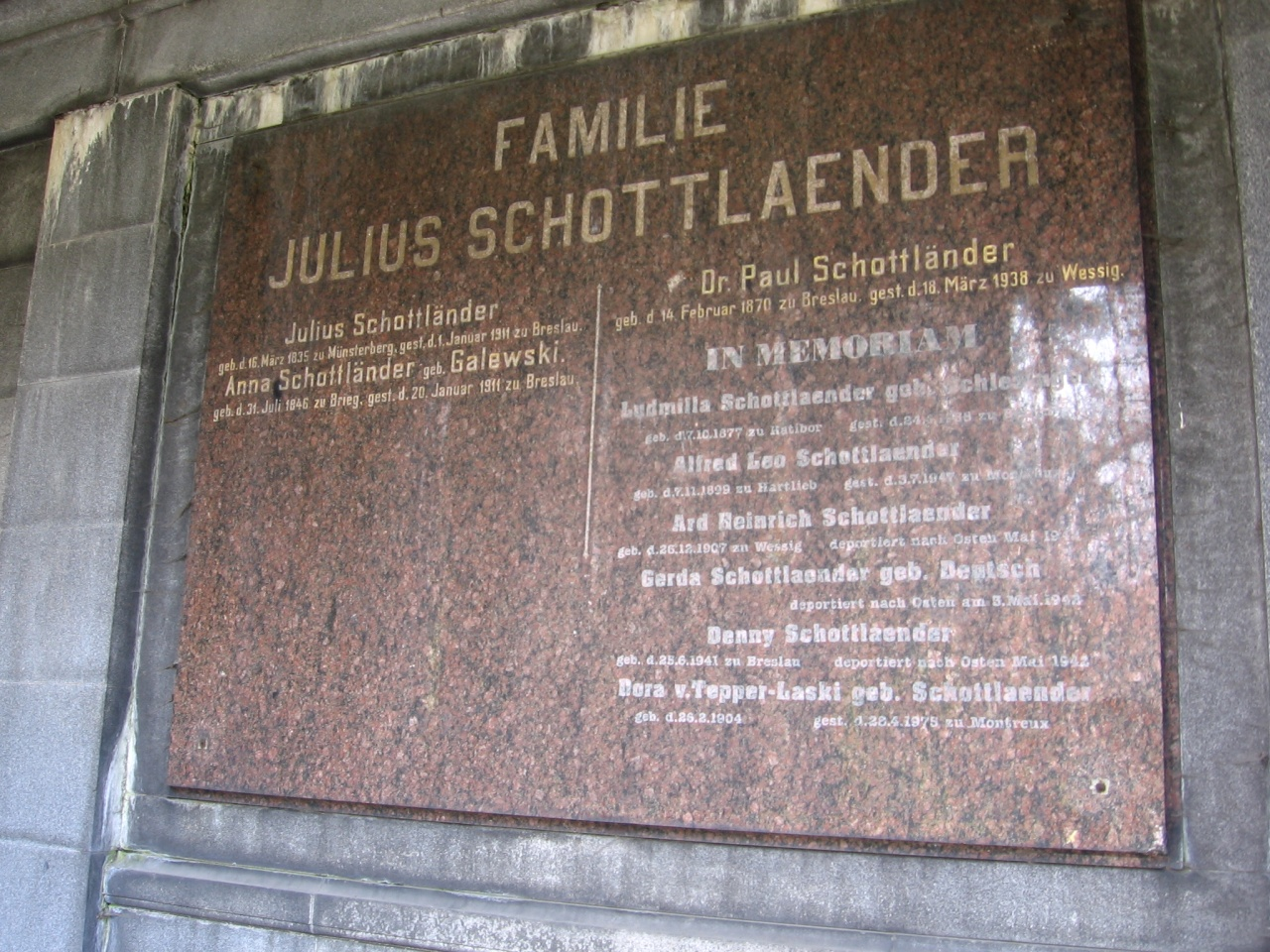
Grabstein

Paul Schottländer (* 14. Februar 1870 in Breslau; † 18. März 1938 in Wessig) war ein deutscher Rittergutsbesitzer, Wissenschaftler und Mäzen.

## Leben

### Familie
Paul Schottländer war der Sohn von Anna und Julius Schottländer, ein Neffe von Salo und ein Enkel von Löbel Schottländer. Zusammen mit seinem Vater wurde er 1910 unter den 100 reichsten Menschen Preußens aufgeführt. Aus seiner Ehe mit Ludmilla Schlesinger (1877–1938) gingen die Söhne Alfred Leo (1899–1947) und Heinrich Schottländer (1907–1945) sowie eine Tochter hervor. Alfred Leo Schottländer heiratete in erster Ehe eine christliche Bankierstochter. Die Ehe wurde geschieden. Seine zweite Ehefrau brachte ihn in ein Konzentrationslager, um seinen Besitz an sich zu bringen. Zwei Jahre nach Kriegsende starb Alfred Leo Schottländer in Montreux. Paul Schottländers Tochter heiratete 1935 einen Adligen, der 1940 wegen dieser Eheschließung von Nationalsozialisten erschlagen wurde. Heinrich Schottländer kam mit Frau und Kind im KZ Theresienstadt um. Paul Schottländer ist im Familiengrab auf dem Alten Jüdischen Friedhof in Breslau bestattet.

### Werdegang
Paul Schottländer legte Ostern 1888 am Gymnasium St. Maria Magdalena in Breslau das Abitur ab und promovierte 1892 mit der Arbeit Beiträge zur Kenntniss des Zellkerns und der Sexualzellen bei Kryptogamen in Breslau zum Dr. phil. Er war Mitbegründer und Vorsitzender des Breslauer Universitätsbundes. Ferner gehörte er der Kaiser-Wilhelm-Gesellschaft an. 1913 war er Patron einer Expedition, deren Mitglieder den nach ihm benannten Schwamm Crella schottlaenderi entdeckten. Die Meeresforschungsstation Rovigno erhielt von ihm nicht nur finanzielle Unterstützung, sondern 1913 auch ein Glasbodenboot. Die Schenkung übergab er dem Kaiser persönlich während einer Audienz.
Bereits 1911 spielte Schottländer mit dem Gedanken ein Unterseeboot für Forschungszwecke bauen zu lassen. 1912 wurde das Projekt umgesetzt und mit dem Bau des Druckkörpers eines 12 m langen U-Boots in der Danubius-Werft in Fiume begonnen. Ausgebaut wurde das Loligo (lat. Kalamar) getaufte Boot 1914 in der Whitehead-Werft. Es bot Platz für sechs Mann, drei Mann Besatzung und drei Forscher, war mit einem Elektromotor ausgestattet und konnte bis 50 m tief tauchen. Der Ausbruch des Ersten Weltkrieges verhinderte einen Einsatz, auch wenn die österreichisch-ungarische Marine darüber nachdachte, das Boot im Gardasee einzusetzen. Auch Italien hatte nach Ende des Krieges kein Interesse an dem U-Boot und gab es Paul Schottländer zurück, der es schließlich an einen Schrotthändler verkaufte.
Bis 1936 war Schottländer Ehrensenator der Universität Breslau. 1935 musste er aus dem Verwaltungsausschuss der Kaiser-Wilhelm-Gesellschaft ausscheiden. Zwischen 1917 und 1936 war er Mitglied des Senats der Kaiser-Wilhelm-Gesellschaft.